# Valea Lungă (Alba, Rumunjska)
Valea Lungă (nje: Langenthal; mađ: Hosszúaszó) je općina u županiji Alba u Rumunjskoj. Općinu čine šest sela: Făget (Oláhbükkös), Glogoveţ (Kisgalgóc), Lodroman (Lodormány), Lunca (Küküllőlonka), Tăuni (Hosszúpatak) i Valea Lungă.